# Lang Ran Xu
Lang Ran Xu (romanización de chino simplificado: 朗然旭 chino tradicional: 朗然旭 (1936) es un botánico chino, siendo especialista taxonómico en las familias Fabaceae, Geraniaceae, Oxalidaceae; y en especial el género Astragalus.
Desarrolló actividades científicas y académicas en el Instituto de Botánica del Noroeste en Yangling, provincia de Shaanxi de la Academia China de las Ciencias. Es coautor de trabajos en Flora of China.

## Algunas publicaciones
- dietrich Podlech, lang ran Xu. 2007. New Species and a New Combination in Astragalus (Leguminosae) from China. Novon: A Journal for Botanical Nomenclature 17 (2):228-254 resumen en línea

- ----------------------, ----------------. 2004. New Species and Combinations in Astragalus (Leguminosae) from China and the Himalayas. Novon 14: 216–226

- xiang-yun Zhu, hiroyoshi Ohashi, lang-ran Xu. 1999. A New Species of Oxytropis (Leguminosae) from Xinjiang, China. The Journal of Japanese Botany 74 (3): 133-135

## Honores

### Eponimia
- (Fabaceae) Astragalus lang-ranii Podlech[4]
- La abreviatura «L.R.Xu» se emplea para indicar a Lang Ran Xu como autoridad en la descripción y clasificación científica de los vegetales.[5]